# 和雇
和雇（わこ）とは、古代日本において行われた相場による功直（賃金）に基づいて定められた双方合意の雇用形態のこと。律令法の雇役が規定による所定の功直のみを支給するのに対していう。

## 概要
官による強制力（徴発など）に基づく雇役とは異なり、官民において行われた合意された条件に基づく労働を指す。作業所周辺の住民や工事の主体となる官司とは異なる官司に属する仕丁や工人によって雇い入れた。ただし、合意された条件によっては雇役と違いがなくなったり、院宮王臣家や寺社がその権威を背景に安い功直で強制的に働かせる事例も見られた。貞観9年（867年）と寛平6年（894年）に強制的な和雇（強雇）を禁じる太政官符が出されたことが、『類聚三代格』（巻19）によって知ることが出来る。